# Вакуловская, Лидия Александровна
Лидия Александровна Вакуловская (20 февраля 1926 — 28 августа 1991) — советская писательница и сценаристка, диссидент, которую преследовали и подвергали цензуре во второй половине 1960-х годов.

## Биография
В 1945 году Лидия Вакуловская окончила среднюю школу, затем поступила в Киевскую школу киноактёров. После закрытия школы в 1948 году была переведена в российский филиал актёрского факультета Киевского театрального института. После окончания учёбы в 1952 году её направили на работу в Одесский русский драматический театр. В 1954 году она переехала на Чукотку, с тех пор стала публиковаться в прессе, работала в газете «Зори севера», затем в Калининграде в газете «Калининградская правда». В 1963 году Лидия Вакуловская написала комедию «Лушка», которую экранизировали на Киевской киностудии.
Член Союза писателей СССР с 1963 года и Белорусской организации писателей с 1965 года.
В связи с переводом мужа Сергея Виноградова на новую работу в 1965 году она оказалась в Минске, где начала заниматься творчеством. Лидия Вакуловская публиковалась в БССР с 1966 года. Её литературные труды выходили в журнале «Нёман»: рассказ «В пургу» (1966) и «Таюнэ» (1967). Студия «Беларусьфильм» сняла фильм «Саша-Сашенька» (1966) по её сценарию.
Свободомыслящие интеллектуалы Минска собирались в квартире Вакуловской.
С 1967 года КГБ начал преследовать Лидию Вакуловскую, подвергать цензуре. Впоследствии было заведено уголовное дело. Писательницу обвиняли в попытке передать свои литературные произведения на Запад для публикации, а также в распространении запрещённой литературы, призывах к террору и антисоветской пропаганде. Первый секретарь ЦК Компартии Белоруссии Пётр Машеров, выступая на партактиве республики, отметил, что «компетентные органы открыли антисоветский гнойник». Эти «лица, регулярно посещали квартиру члена Союза писателей Лидии Вакуловской, где систематически организовывались пьянство и порочные антисоветские разговоры». Начались профилактические беседы. С ноября 1967 года друзей и коллег Лидии Вакуловской (включая Валентина Тараса) также допрашивали в КГБ, их длительное время преследовали.
В 1988 году Вакуловская написала книгу о сталинских репрессиях «Вольфрам — это тяжёлый металл».
Творчество Вакуловской реалистично, наполнено страстью, проникнутое иронией, юмором; характеры героев раскрываются в столкновении взглядов и поступков; речь сдержанная, выразительная, чёткая.

## Работы
- «200 километров до суда» (Магадан, 1969; 1974),
- «Женщины» (Минск, 1975),
- «Наважднение перед грозой» (1986),
- «История одной любви» (Минск, 1988),
- «Люди белой земли» (Москва, 1988),
- «Вольфрам — это тяжёлый металл» (1988),
- «Сколько бы не пришлось, буду ждать» (Минск, 1990).